# Punk Rock Guilt
Punk Rock Guilt is het achtste album van de Amerikaanse desert rocker Brant Bjork als solo-artiest. Het album staat bekend als de "New Jersey Sessions" die hij in 2005 opnam.
De titel van het album verwijs naar de opmerking die Josh Homme meerdere keren maakte over Bjork nadat Bjork uit de band Kyuss was gestapt. Bjork zou lijden aan 'punk rock guilt' (schuldig aan het spelen van stonerrock in plaats van punk).
Bjork gaf aan dat er tijdens het maken van het album weinig is geëxperimenteerd met geluid. Dit komt mede door producer Dave Raphael die 'goede' rockplaat wilde maken.

## Tracklist
Cd, alles geschreven door Bjork.
| nr. | titel                             | duur  |
| --- | --------------------------------- | ----- |
| 1   | Lion One                          | 10:28 |
| 2   | Dr. Special                       | 2:56  |
| 3   | Punk Rock Guilt                   | 4:04  |
| 4   | This Place (Just Ain't Our Place) | 4:35  |
| 5   | Shocked By The Static             | 5:20  |
| 6   | Born To Rock                      | 6:03  |
| 7   | Plant Your Seed                   | 3:04  |
| 8   | Locked And Loaded                 | 10:30 |